# Dope Stars Inc.
Dope Stars Inc. ist eine italienische Synth-Rock-Band, die 2003 gegründet wurde.

## Geschichte
Die Band wurde im Mai 2003 von Victor Love (Gesang), Darin Yevonde (Bass), Grace Khold (Synthesizer) und Brian Wolfram (Leadgitarre) gegründet. 2004 wurde Brian Wolfram durch Alex Vega (ehemals Klimt 1918) ersetzt.
Mit der ersten EP 10.000 Watts Of Artificial Pleasures wurde der Band große Aufmerksamkeit zuteil, zumal diese zunächst allein durch das Internet als Download propagiert wurde.
Im Februar 2005 unterzeichnete die Band sodann einen Plattenvertrag bei der Trisol Music Group, die u. a. Künstler wie London After Midnight, L’Âme Immortelle, Christian Death, Cinema Strange, Sigue Sigue Sputnik und Samsas Traum betreut.
Das erste Album Neuromance wurde von Thomas Rainer und John Fryer (u. a. Nine Inch Nails, Depeche Mode, HIM, White Zombie) produziert und am 28. August 2005 veröffentlicht. Es folgten Auftritte bei dem Wave-Gotik-Treffen, Amphi Festival und M’era Luna Festival.
Im August 2006 veröffentlichten Dope Stars Inc. die EP Make A Star, die vier Bonustracks enthält und von Victor Love in Zusammenarbeit mit Thomas Rainer produziert wurde.
Noch im selben Jahr folgte das Album Gigahearts, das ebenfalls von Victor Love produziert wurde.
Im Winter 2006/2007 kursierten Gerüchte über den Ausstieg von Grace Khold. Im März 2007 wurde schließlich bestätigt, dass Grace Khold aus „persönlichen Gründen“ die Band verlassen hat. Dope Stars Inc. existierten weiterhin als Quartett: La Nuit (My Sixth Shadow, Latexxx Teens) stieg als Gitarrist mit ins Boot. Er hatte die Band bereits auf einigen Gigs unterstützt. La Nuit und Victor Love sind aber auch „alte Kollegen“: Beide spielen zusammen in der Band My Sixth Shadow. Am 21. Oktober 2007 wurde auf der offiziellen Myspace-Seite bekanntgegeben, dass auch Alex Vega die Band aus persönlichen Gründen verlässt. Wer seinen Platz einnehmen wird und ob er eingenommen wird, ist noch offen.
Der Song Getting Closer ist bisher als exklusiver Track nur auf dem Saw-III-Soundtrack zu finden.

### Ultrawired
Am 7. Februar 2011 kündigte Victor Love unter dem Betreff „Pro-Piracy Model for Music. Please spread.“ auf der internationalen Mailingliste der Piratenpartei an, dass Dope Stars Inc. sich von ihrem Label getrennt haben und in Zukunft ihre Musik eigenständig vermarkten werden. Der Text des Songs „Lies Irae“ wurde in den Monaten danach in einem Piratenpad kollaborativ mit Fans erstellt. Das Release des Albums wurde als erstes Album in der Geschichte der Filesharing-Seite The Pirate Bay am 30. Mai 2011 mit einem Bild auf der Startseite beworben. Die Verbreitung im Internet war legal möglich, da die Band einen Zusatzvertrag mit dem italienischen GEMA-Pendant SIAE geschlossen hat, der diesen Vertriebsweg explizit erlaubte.

## Diskografie

### Studioalben
- 2005: Neuromance
- 2006: Gigahearts
- 2009: 21st Century Slave
- 2011: Ultrawired
- 2015: TeraPunk
- 2016: Decrypted Files

### EPs
- 2003: 10.000 Watts of Artificial Pleasures
- 2006: Make A Star
- 2009: Criminal Intents

### Sonstige Veröffentlichungen
- Chase the Light – Saw-II-Soundtrack
- Getting Closer – Saw-III-Soundtrack
- Beatcrusher – Saw-IV-Soundtrack
- 10.000 Watt – 13th Street – The Sound of Mystery (Compilation)

## Videos
- Overdriven
- Making of „Overdriven“ mit dem Song „Infection 13“
- It's Today